# Mengusovská dolina
Mengusovská dolina je ledovcové údolí ve slovenské části Vysokých Tater.

## Poloha
Údolí se nachází na jižní straně pohoří. Protéká jím Hincov potok, ze kterého vzniká řeka Poprad. V horní části se dělí na Hincovu kotlinu a Kotlinu Žabích ples. V dolní části při ústí Zlomiskové doliny je Popradské pleso.

## Chráněné území
Mengusovská dolina je národní přírodní rezervace na území Tatranského národního parku. Nachází se v katastrálním území města Vysoké Tatry a obce Tatranská Javorina v okrese Poprad v Prešovském kraji. Rezervace byla vyhlášena v roce 1991 na rozloze 16,13 km².